# سیدی تامسون
سِیدی تامسون (به انگلیسی: Sadie Thompson) فیلمی به کارگردانی رائول والش با بازی گلوریا سوانسون است.

## خلاصه داستان
یک موعظه‌گر مذهبی متعصب که بسیار به تقوای خود ایمان دارد به دنبال نجات دادن روح زنی است که در گذشته زن گناهکاری بوده است…

## جوایز
- کاندیدای اسکار بهترین موسیقی